# Eduard Lamezan-Salins

Eduard Graf Lamezan-Salins, Lithografie von F.Schilling 1903

Eduard Graf Lamezan-Salins (* 28. August 1835 in Lemberg; † 15. März 1903 in Wien) war ein österreichischer Jurist und Rettungsfachmann.

## Leben und Wirken
Eduard Graf Lamezan-Salins entstammt einer französischen Familie aus der Nähe von Toulouse, die im Jahr 1709 nach Österreich kam. Graf Lamezan absolvierte zuerst das Theresianum in Wien und studierte anschließend an der Wiener Universität Jus.
Ab dem Jahr 1858 war er im Gerichtsdienst, ab 1870 vorerst Staatsanwaltssubstitut und dann Staatsanwalt. Ab 1889 war er Präsident des Landesgerichts für Strafsachen in Wien, dann Präsident des Landesgerichts für Zivilrechtssachen ebenfalls in Wien. Im Jahr 1903 wurde er pensioniert. Kurz darauf starb er nach längerer Krankheit. Bestattet ist er am Wiener Zentralfriedhof. Das Grab ist bereits aufgelassen.
Beim Ringtheaterbrand im Jahr 1881 drang er in das brennende Gebäude ein und organisierte die Rettung der Verletzten und die Bergung der Toten. Unter dem Eindruck der 400 Opfer, die der Brand forderte, gründete er gemeinsam mit Johann Nepomuk Graf Wilczek und dem Mediziner Jaromír Mundy noch im selben Jahr die Wiener Freiwillige Rettungsgesellschaft, deren Leiter er 1883 wurde. Auch beim Bau der Rettungsstation in der Radetzkystraße erwarb er sich große Verdienste.
Er war auch im Jahr 1896 Gründungsmitglied des Österreichischen Olympisches Comitées.
Sein Sohn war der österreichische Offizier Robert Graf Lamezan-Salins.

## Würdigung
1982 wurde die Lamezanstraße in Wien-Liesing nach ihm benannt.